# صفية بنت الزبير
صفية بنت الزبير بن عبد المطلب، هي ابنة عم النبي محمد، ذكر ابن سعد أن أمها عاتكة بنت أَبِي وهب بن عمرو، وأن الرسول محمد أطعمها في خَيْبَر ثلاثينَ وَسْقًا، وقيل أن صفية هي نفسها أم الحكم بنت الزبير، وأن صفية هو اسم أم الحكم بنت الزبير، وذكرها محمد بن حبيب البغدادي في أسماء النسوة المبايعات رسول الله  من بني هاشم نقلًا عن الواقدي.
وقال ابن حجر العسقلاني: «ذكرها ابْنُ سَعْدٍ فيمن أطعم رسولُ الله صَلَّى الله عليه وسلم من تمر خَيْبر من بني هاشم، فكان لها أربعون وسقًا، وقال: أمُّها عاتكة بنت أبي وهب المخزومية، فهي شقيقة ضُباعة.».